# Угода (фільм, 1985)
«Угода» (рос. «Сделка») — радянський художній фільм 1985 року, знятий режисером Михайлом Ведишевим на Кіностудії ім. М. Горького.

## Сюжет
Водій далеких перевезень Чако одного разу за чималу суму грошей погоджується перевезти через кордон під виглядом напарника одного пасажира. Мігелю, лідеру демократичного руху, вдалося втекти з в'язниці за кордон. А тепер він повертається на батьківщину, щоби продовжити боротьбу. Чако не цікавить політика, і від початку поїздки він дає зрозуміти про це своєму «напарнику». Проте ситуація складається так, що дуже скоро водій втратить інтерес до грошей, які він шалено копив на майбутню бензоколонку.

## У ролях
- Елгуджа Бурдулі — Чако
- Борис Плотников — Мігель
- Ія Нінідзе — головна роль
- Сергій Максачов — головна роль
- Гіві Лежава — роль другого плану
- Володимир Сошальський — Суарес, президент
- Юрій Заєв — поліцейський
- Олександр Краснов — роль другого плану
- Фархад Юсуфов — викрадач
- Садіг Ахмедов — офіцер американської податкової служби
- Валерій Глінер — полярник
- Микола Томашевський — бармен

## Знімальна група
- Режисер — Михайло Ведишев
- Сценарист — Раміз Фаталієв
- Оператор — Михайло Якович
- Художник — Анатолій Анфілов